# Ḩoseynābād-e Amjadī
Ḩoseynābād-e Amjadī är en ort i Iran.   Den ligger i provinsen Kermanshah, i den nordvästra delen av landet, 400 km väster om huvudstaden Teheran. Ḩoseynābād-e Amjadī ligger 1 899 meter över havet och antalet invånare är 333.
Terrängen runt Ḩoseynābād-e Amjadī är kuperad åt nordväst, men åt sydost är den platt. Terrängen runt Ḩoseynābād-e Amjadī sluttar söderut. Runt Ḩoseynābād-e Amjadī är det ganska tätbefolkat, med 72 invånare per kvadratkilometer. Närmaste större samhälle är Bolbolānābād, 19,5 km nordväst om Ḩoseynābād-e Amjadī. Trakten runt Ḩoseynābād-e Amjadī består i huvudsak av gräsmarker.